# Пункт обязательных донесений
Пункт обяза́тельных донесе́ний  (ПОД) — географическая точка на воздушной трассе, о пролёте которой экипаж воздушного судна обязан сообщить диспетчеру УВД. Как правило, располагается на пересечении воздушных трасс, на рубежах передачи между различными диспетчерскими пунктами, в точках выхода и входа на трассы со схем захода на посадку и выхода из района аэродрома.
Необходимость доклада каждого ПОД может быть отменена диспетчером в случае, если он технически обладает точной информацией о местоположении воздушного судна (вторичная радиолокация). В этом случае диспетчер сообщает следующий ПОД или иной рубеж (например, по высоте), который обязан доложить экипаж.